# Katsch an der Mur
Katsch an der Mur ist ein Ort im oberen Murtal in der Steiermark wie auch Ortschaft und Katastralgemeinde (Katsch) der Gemeinde Teufenbach-Katsch im Bezirk Murau.

## Geographie
Der Ort befindet sich 9 Kilometer östlich murabwärts von Murau, und 6 km westlich taleinwärts vom Gemeindehauptort Teufenbach, am Eingang des Katschtals der Niederen Tauern, das hier von Nordwesten in das Murtal einmündet.
Westlich erhebt sich die Stolzalpe (1817 m ü. A.) der Schladminger Tauern, östlich der Pleschaitz (1797 m ü. A.) der Wölzer Tauern; diese Berge werden auch gemeinsam zum Zug der Murbergen gerechnet. Südlich im Murtal gegenüber steht der Blasenkogel (1602 m ü. A.), der schon zu den Gurktaler Alpen zählt.
Die Ortslage Katsch erstreckt sich unspezifisch über um die 2 km im Taleingang, gutteils links am Katschbach, entlang der L501 Katschtalstraße, auf um die 760–800 m ü. A. Höhe. Der Ort bildet sich aus dem Unterdorf, ∗ das schon am Rande des Murtals und unterhalb der Ruine Katsch liegt, und dem Oberdorf ∗ Katschtaleinwärts am Hinterburgbach. Westlich im Murtal liegen noch die Häuser Sonnseite.
Die Ortschaft Katsch an der Mur und Katastralgemeinde Katsch umfasst mit 1441 Hektar  und etwa 550 Einwohnern (1. Jänner 2024: 528) auch die beiderseitigen Hanglagen:
Links im Katschtal liegen die zerstreuten Häuser Riesen am Hang des Pleschaitz-Vorgipfels Koppe (1527 m ü. A.), und Gal[l]berg am Köpfl (1376 m ü. A.) nördlich vom Hinterburggraben. Die Katastralgrenze erreicht den Pleschaitz-Gipfel. Rechts im Tal liegen die zerstreuten Häuser Göglburg und die Rotte Priel mit der Kirche St. Lorenzen ob Katsch, das Katastralgebiet erstreckt sich bis an den Ostgipfel der Laaser Höhe (1442 m ü. A.), dem murtalseitigen Ausläufer der Stolzalpe. Im Süden endet das Gebiet an der Mur.
| Althofen Peterdorf(beide O u. KG, Gem. St. Peter a. Kbg.) ∗∗ Priel | Hinterburg (O u. KG, Gem. Oberwölz) Gallberg | Raiming (O u. KG, Gem. Oberwölz) ∗∗∗ Riesen |
| Göglburg                                                           | Kompassrose, die auf Nachbargemeinden zeigt  | Sonnseite                                   |
| Saurau Triebendorf (O u. KG, Gem. Murau)                           | Haselbach                                    | Frojach(O u. KG) ∗∗∗                        |

∗ In der Gemeinde gibt es zwei Unterdorf, zu Frojach und zu Katsch, das Frojacher Oberdorf ist der Frojach genannte Ort selbst.
∗∗ Im Katschtal liegt der Ort Althofen näher, Peterdorf dahinter.
∗∗∗ Die KG und Gemeinde Niederwölz grenzt am Pleschaitz knapp nicht an, dort schiebt sich die KG Frojach dazwischen.

## Geschichte, Infrastruktur und Sehenswürdigkeiten

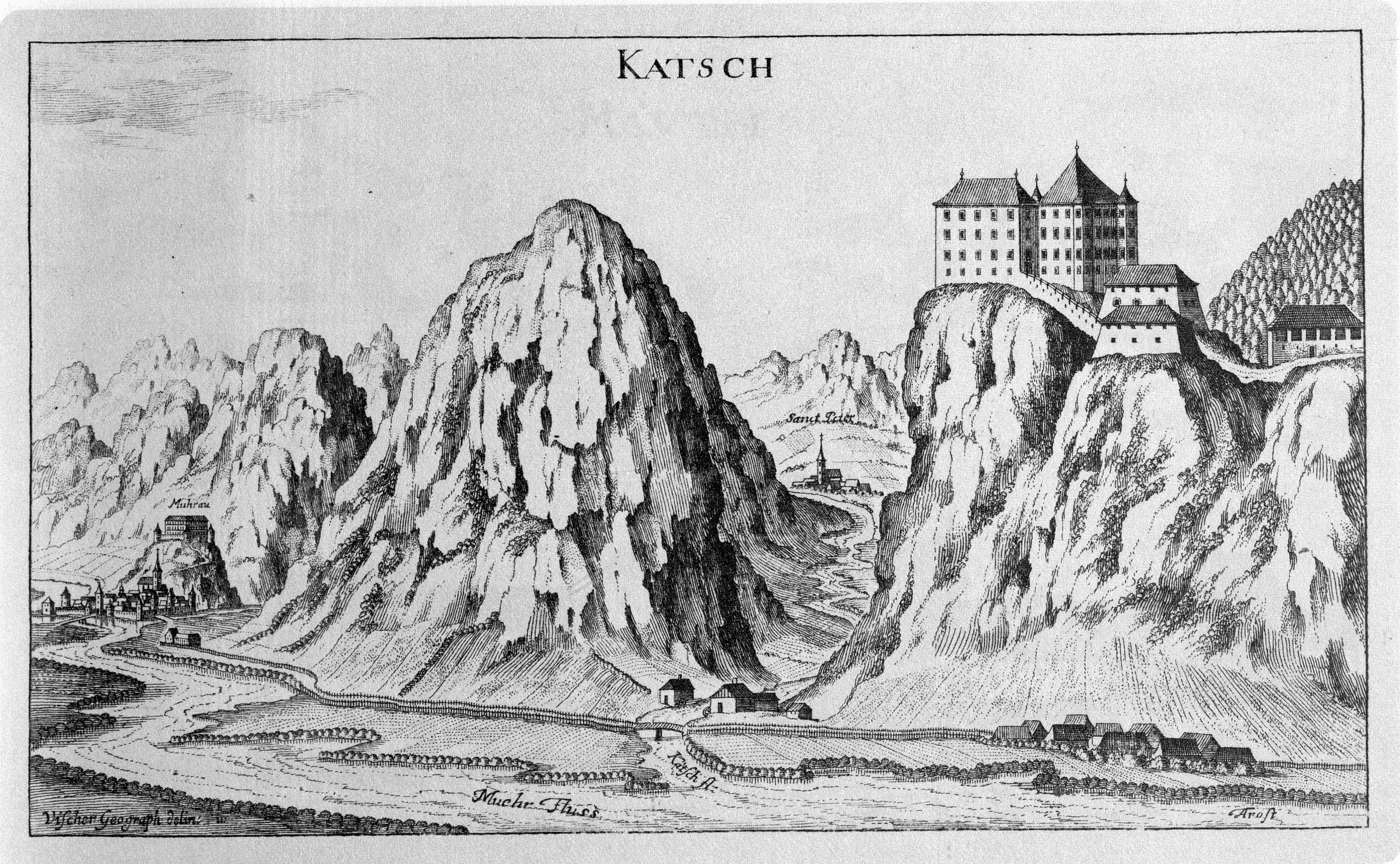
Burg Katsch, über dem Murtal mit den Häusern Unterkatsch, mit Blick in das Katschtal (Vischer: Topographia Ducatus Stiriae, 1681)

Katsch ist ein Stationsort der römischen Murtalstraße, einer wichtigen lokalen Römerstraße mit Anbindung an den Neumarkter Sattel nach Kärnten wie auch den Sölkpass ins Ennstal (Via Julia Augusta Virunum – Ovila) und in den Lungau (Virunum–Iuvavum). Sie verlief auf der linken Talseite unterhalb der Ruine, dort sind Teile in den Abhängen gut erhalten und stehen insbesondere um Pux unter Denkmalschutz. Im Murfeld südlich Unterdorf wurde 1926 eine Siedlung mit Gräberfeld gefunden, vermutlich ein Gutshof.
Katsch wird erstmals 982 als Chaczi oder Chats urkundlich erwähnt. Da der Ort ab Mitte des 11. Jahrhunderts zu einem wichtigen Handelszentrum wurde, wird er später mehrfach als Chatissa erwähnt. Inwieweit der Ortsname mit dem Katschberg im Lungau zusammenhängt, ist unklar.
Hier befand sich bis in das 12. Jahrhundert wohl nur ein einzelner herrschaftlicher Gutshof, für 1305 sind dann schon 5 Häuser urkundlich.
Die Burg Katsch ist ab dem 9. Jahrhundert urkundlich, und gehörte zu einem karolingischen Königsgut im Raum Mur-, Wölzer, Katsch- und Rantental in der damals karantanischen  Steiermark, das 1007 vom Erzbistum Salzburg dem Bistum Freising vermacht wurde. Belehnt wurden die Herren von Pris, die auch auf Pux saßen, ihre Verwalter nannten sich später Herren von Katsch. 1207 ging die Herrschaft an die Stubenberger (deren Verwalter sich ebenfalls von Katsch nannten). Die Burg soll durch ein starkes Erdbeben 1201 zerstört worden sein, wie die Gesta der Salzburger Erzbischöfe zeitgenössisch berichtet, dabei dürfte aber Burg Rauchenkatsch in Kärnten gemeint gewesen sein. Sie war wegen ihrer beherrschenden Lage für die Verkehrswege vielfach umkämpft, und wechselte später öfters den Besitzer. Sie verfiel erst in früheren 19. Jahrhundert.
Die Herrschaft Katsch umfasste die heutige Ortschaft Katsch und das Gebiet der heutigen Gemeinde St. Peter am Kammersberg. Pfarrlich gehört Katsch aber bis heute zu Frojach.
Die romanische Filialkirche St. Lorenzen ob Katsch, oberhalb des Ortes in Priel, ist 1260 urkundlich genannt. Sie gehört von alters her zur Pfarre St. Peter am Kammersberg.
Der Kropfmoar im Oberdorf, die ehemalige Hauptherberge der Saumfahrer, besteht heute als Barockbau aus dem 16. Jahrhundert, und steht ebenfalls unter Denkmalschutz.
Ab der früheren Neuzeit befanden sich hier am Katschbach ein Kupferhammer (Pfannhammer). 1832 wurde auch ein Eisenhammer oberhalb an der Hinterburgbach-Mündung errichtet, den der steirische Bergbaupionier Peter Tunner anfangs leitete.
Mit Schaffung der Ortsgemeinden nach 1848/49 wurde Katsch eigenständige Gemeinde.
Per 1. Jänner 1968 wurde die Gemeinde bei der Gemeindestrukturreform mit Frojach zur Gemeinde Frojach-Katsch zusammengelegt, Gemeindehauptort wurde Frojach. Per 1. Jänner 2015 wurde im Rahmen der zweiten Gemeindestrukturreform auch noch Teufenbach dazugelegt, und die Gemeinde Teufenbach-Katsch entstand, womit das Gemeindeamt nach Teufenbach abwanderte.

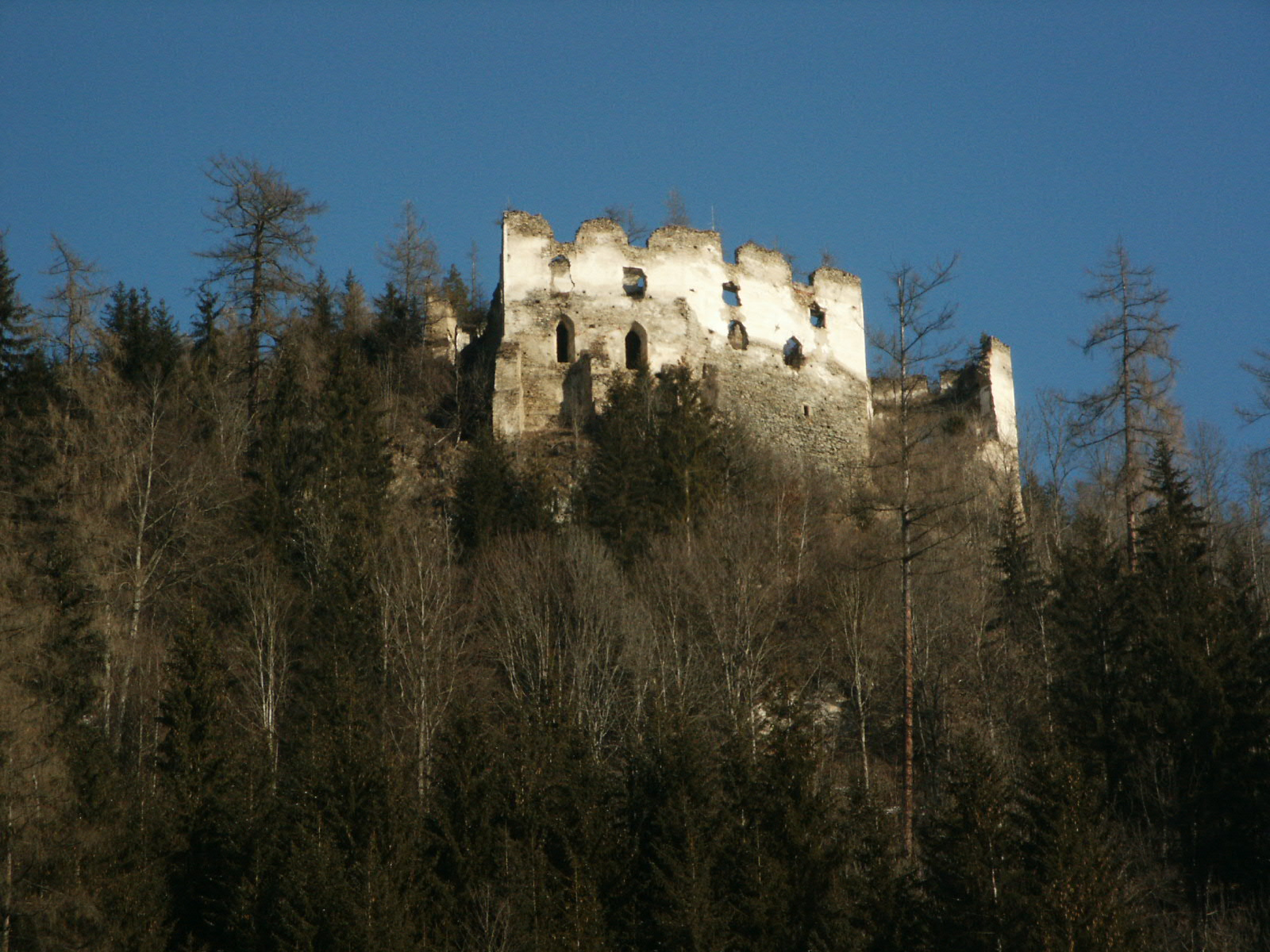
Burgruine Katsch
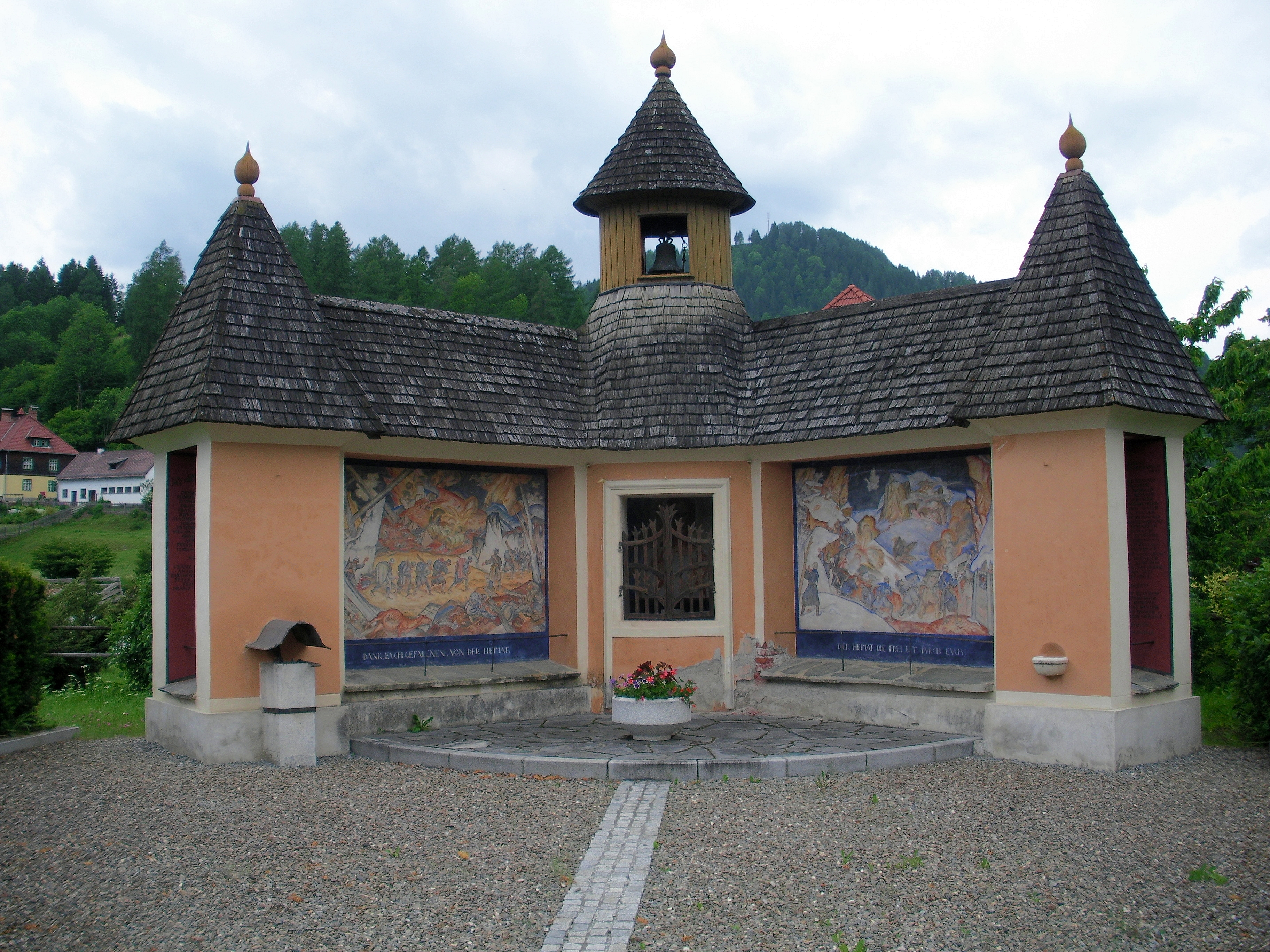
Kriegerdenkmal
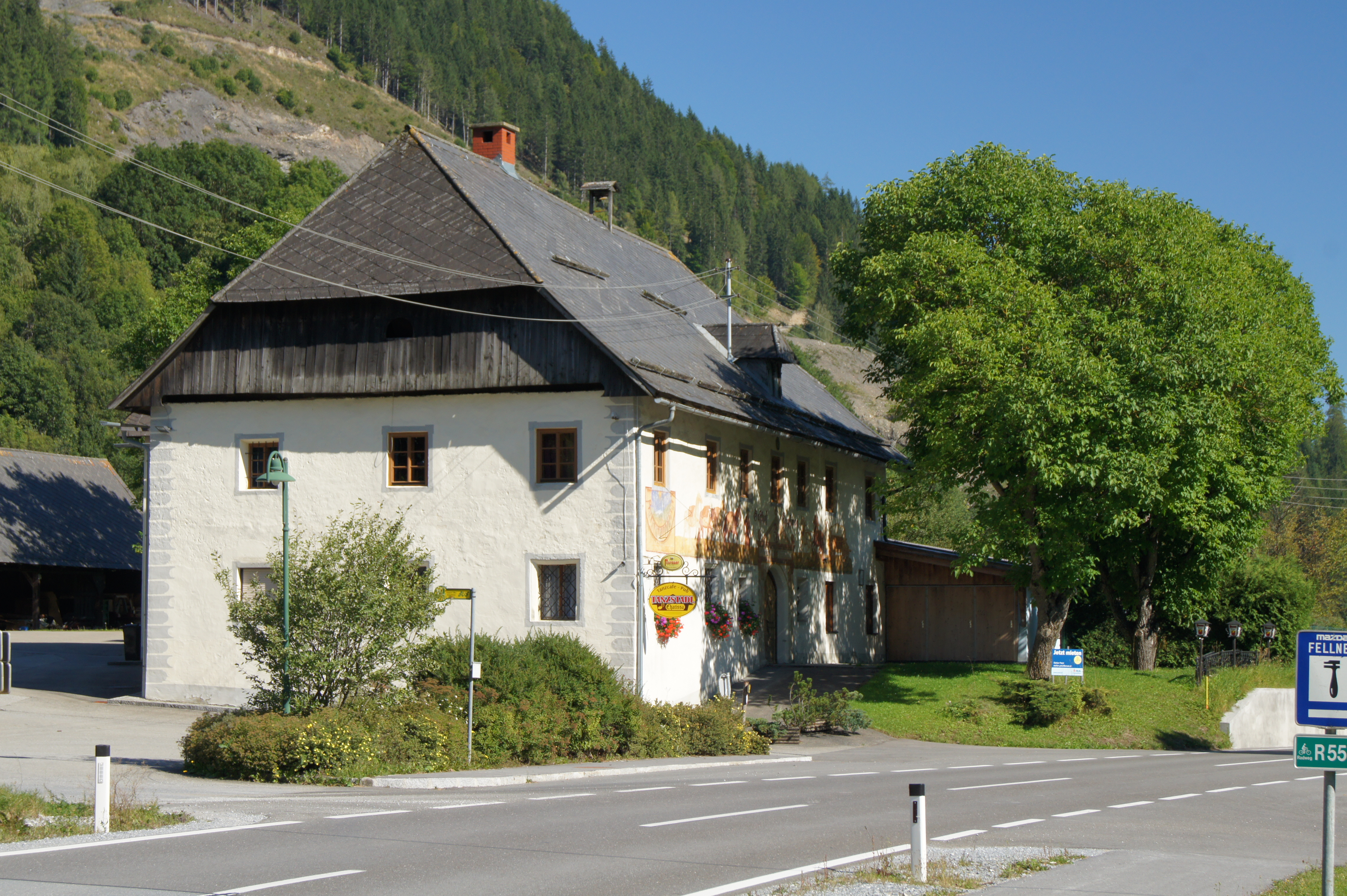
Kropfmoarhaus
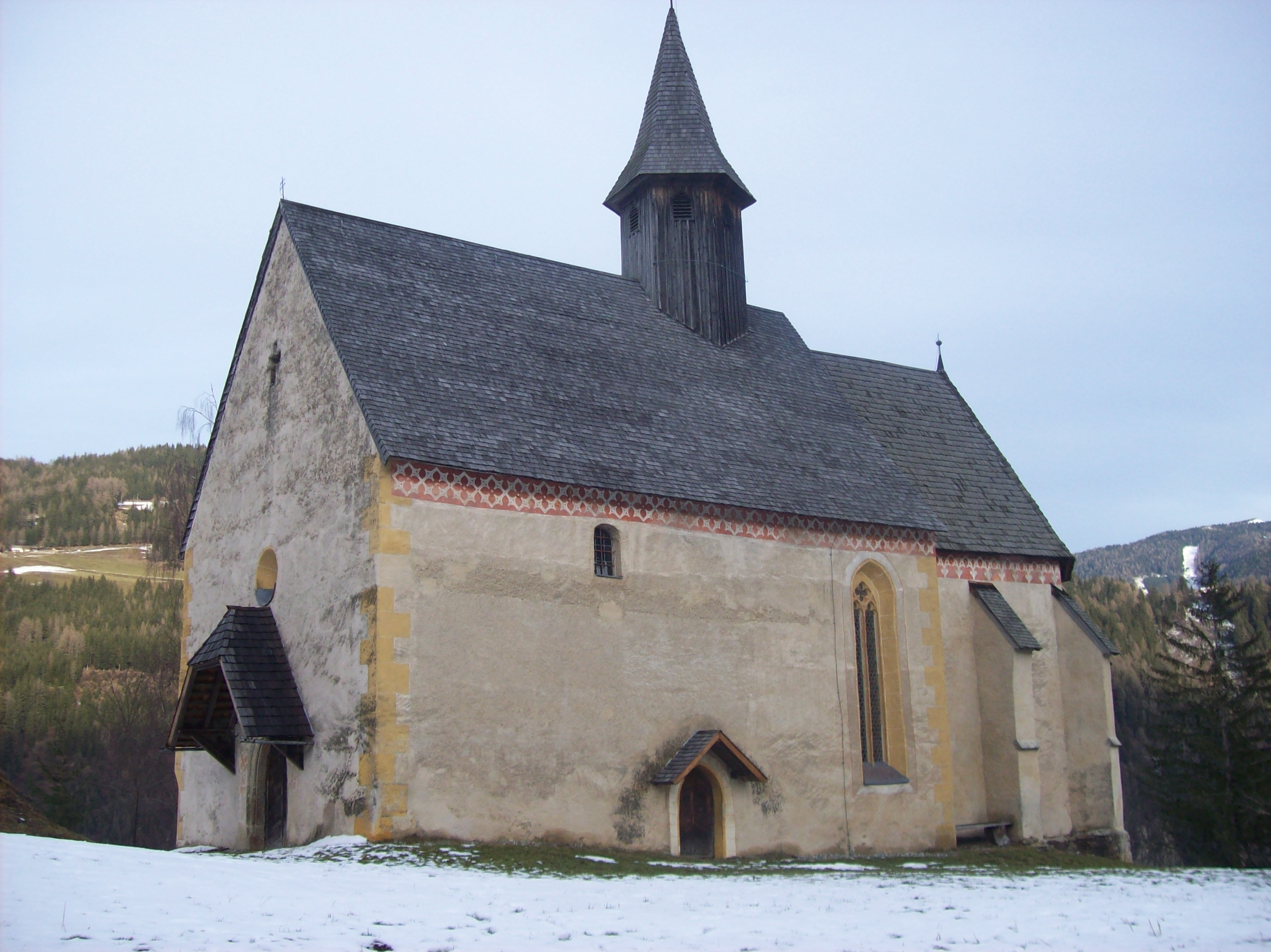
St. Lorenzen ob Katsch

## Persönlichkeiten
- Ernst Korp (* 1947), Gemeindebediensteter und Politiker